# محادثات السلام في جنيف بشأن سوريا (2016)
مفاوضات السلام السورية في جنيف أو ما يعرف بــ جنيف 3، هي محادثات بين الحكومة السورية والمعارضة في مدينة جنيف السويسرية تحت رعاية الأمم المتحدة ومجموعة محادثات فيينا للسلام في سوريا ومجلس الأمن التابع للأمم المتحدة، بحضور مبعوث الأمم المتحدة للأزمة السورية ستافان دي ميستورا. وكان من المقرر عقد الاجتماعات في شهر فبراير من عام 2016 لكن تم تأجيلها حتي شهر مارس من ذات العام.

## التحضير للمؤتمر
بعد تحضيرات مشتركة بين مجموعة محادثات فيينا (ISSG) التي تضم 20 دولة ومجلس الأمن، تم الاتفاق على موعد 1 يناير 2016 لبداية المفاوضات. ثم أعلنت الأمم المتحدة تأجيل الموعد إلى 29 يناير 2016.
من جانب المعارضة دعى المبعوث الأممي دي ميستورا الهيئة العليا للمفاوضات المؤلفة من 34 فصيلا معارضا والمنبثقة عن مؤتمر الرياض للمعارضة السورية، إضافة إلى مجموعات معارضة أخرى، ولم تتم دعوة أي ممثل لأكراد سوريا  رغم رغبة حزب الاتحاد الديمقراطي السوري المشاركة في المفاوضات. من جانب الحكومة السورية ترأس الوفد وليد المعلم وزير الخارجية السورية.
قال بشار الجعفري رئيس وفد سوريا في محادثات جنيف إن مسئولة السياسة الخارجية بالاتحاد الأوروبي فيدريكا موجيريني دعت حكومته إلى الانخراط بصورة إيجابية في محادثات السلام وإنه يعتقد أن هذه الجولة من المحادثات كسرت الجمود الدبلوماسي، وأضاف رئيس وفد الحكومة السورية في مفاوضات جنيف للصحفيين إنها سلمت رسالة دعم للحوار السوري- السوري. وذكر عقب اجتماع نادر مع مسئول غربي كبير أنها جاءت لتقديم الدعم للانخراط بشكل إيجابي في المحادثات التي ستؤدي إلى إنهاء الأزمة السورية.
شارك أعضاء من مجموعتي القاهرة وموسكو من أجل التوصل إلى تشكيل «وفد للمعارضة» من 15 عضوًا، بينهم 7 من مجموعة موسكو وهم (قدري جميل وعباس حبيب ومازن مغربية وفاتح جاموس ونمرود سليمان ورندا قسيس)، وستة من مجموعة القاهرة (جهاد المقدسي وفراس الخالدي وحبيب الحداد ومروان حبش وأبجر ملزول ووفيق عرنوس)، وفق ضمانات بأن يتم التعامل معهم على أنهم «وفد ثالث» سيقدم مقترحات للمرحلة المقبلة، كما فعل وفدا النظام والهيئة العليا.
قبل يوم من الموعد المفترض لبدء المفاوضات، ورفضت الهيئة العليا للمفاوضات الذهاب إلى محادثات «جنيف 3»، لعدة أسباب طرحتها الهيئة، منها أن النظام السوري لم يوقف الغارات الجوية ولم يفك الحصار عن بعض المدن السورية. وبحثت الأطراف المتفاوضة في «جنيف 3»  قضايا الحكم وإجراء انتخابات شاملة، ودستور جديد.
في اليوم التالي بعد ضغوط وضمانات أمريكية خليجية، قررت الهيئة العليا للمفاوضات الذهاب إلى جنيف لحضور المؤتمر. لكن ليس من أجل التفاوض مع الحكومة السورية إنما لمقابلة المبعوث الأممي دي ميستورا وشرح وجهة نظرهم وفق ضمانات وتطمينات أممية، تتعلق بإدخال المساعدات الإنسانية إلى المناطق المحاصرة قبل الشروع بالتفاوض، والتأكيد على أنها ستناقش تشكيل هيئة حكم انتقالي في سوريا.
يمثل الهيئة العليا للمفاوضات كبير المفاوضين محمد علوش المحسوب على التيار السلفي وشقيق زهران علوش. ويرأسها أسعد الزعبي العسكري المنشق. ويمثل الحكومة السورية مبعوثها للأمم المتحدة بشار الجعفري. وتصنف الحكومتان الروسية والإيرانية محمد علوش كإرهابي.

## انطلاق المحادثات
1 فبراير 2016: أعلنت الأمم المتحدة بدء المفاوضات رسميا.
3 فبراير 2016: أعلن مبعوث الأمم المتحدة ستيفان ديمستورا تأجيل المفاوضات إلى تاريخ 25 فبراير بسبب أن الأمم المتحدة لا تريد أن تكون مسئولة بشكل أو بآخر عن الهجمات التي يشنها الجيش السوري ضد الجماعات المسلحة في حلب والمدعومة بالطيران الروسي.
15 مارس 2016: انطلقت مباحثات «جنيف 3» للسلام حول سوريا رسميا، حيث أكد ستافان دي ميستورا المبعوث الأمم المتحدة لسوريا خلال لقائه مع الوفد الحكومي برئاسة بشار الجعفري أن الانتقال السياسي هو «أساس كل القضايا» التي ستتم مناقشتها في المباحثات غير المباشرة بين الحكومة وقوى المعارضة السورية.
16 مارس 2016:  في اللقاء الرابع للمباحثات التقى المبعوث الأممي إلى سوريا ستيفان دي ميستورا للمرة الأولى منذ انطلاق المفاوضات السورية بجنيف، وفد «مجموعة موسكو» للمعارضة السورية، ضم الوفد عضو قيادة جبهة التغيير والتحرير قدري جميل، والمتحدث السابق باسم الخارجية السورية جهاد مقدسي، ورئيسة منصة أستانا رندا قسيس. جاء ذلك في إطار المفاوضات غير المباشرة بين ممثلي الحكومة والمعارضة، والأول مع وفد سوري معارض من خارج الهيئة العليا للمفاوضات المنبثقة من «مجموعة الرياض».
وقد أعلن عضو قيادة جبهة التغيير والتحرير قدري جميل أن وفده قدم لدي ميستورا وثيقة من 7 مبادئ للانتقال السياسي في سوريا، موضحا أن الحديث يدور حول مقترحات بشأن الدستور الجديد والانتخابات والجهاز الإداري، وتنص الوثيقة المقدمة على ضرورة اتفاق أطراف التفاوض على جهاز حكومي انتقالي وعلى أسس صياغة الدستور، وتشير إلى ضرورة إجراء انتخابات برلمانية ورئاسية بنهاية المرحلة الانتقالية وفقا لقرار مجلس الأمن 2254، ما يشكل ضرورة للوصول إلى جمهورية رئاسية- برلمانية.
وقالت رئيس منصة أستانا رندا قسيس إن دي ميستورا سيوزع وثيقة بالنقاط المشتركة التي يتم جمعها من ممثلي الوفود المختلفة، ومن بين النقاط إنشاء جيش سوري موحد في المستقبل لمكافحة الإرهاب وضمان أن تقوم سوريا على الديمقراطية بعيدا عن الطائفية، وأضافت رئيسة منصة أستانا إنها لا تعتقد أن هذه الجولة حققت الكثير وأضافت أنها بانتظار اتفاق أمريكي روسي لحل القضايا الرئيسية نهائيا مشيرة إلى أن هذه العملية ستظل مستمرة إلى أن تحل هذه القضايا.
قال الناشط السوري جهاد مقدسي رئيس “مجموعة القاهرة” إن دي ميستورا يعتزم إصدار وثيقة تتضمن “رؤية مشتركة محتملة” أي أنها ليست جاهزة بعد، ولكن مقدسي يعتقد أنها في الاتجاه الصحيح وتغطي الكثير من النقاط المهمة لمجموعة الرياض ومجموعة القاهرة ومجموعات موسكو.
قال أسعد الزعبي رئيس وفد الهيئة العليا للمفاوضات إنه من الواضح أنه لا توجد نقاط اتفاق مع الحكومة السورية واتهمها بتجديد الحصار والقصف بالبراميل المتفجرة للمدنيين.
20 مارس 2016 : دعا يحيى قضماني نائب المنسق العام لهيئة المفاوضات العليا السورية المعارضة في محادثات جنيف إلى عدم تأجيل جولة المفاوضات القادمة، وقال قضماني في مؤتمر صحفي: «نرفض أي تأخير لجولة المفاوضات القادمة، وقد لمسنا أن النظام السوري ما زال متعنتا، ويحاول التهرب من المفاوضات».